# Anquilosis
En la medicina, la anquilosis (del griego αγκυλος, "soldadura" o "atadura") es la disminución de movimiento o la falta de movilidad de una articulación, debido a la fusión total o parcial de sus componentes. En la odontología, la anquilosis es la fijación esporádica de un diente al hueso alveolar dentario.

## Causas
La anquilosis puede ser causada por problemas congénitos, traumatismo o enfermedades como la osteomielitis y pueden ser de etiología ósea o fibrosa. También, puede producirse quirúrgicamente para inmovilizar ciertas articulaciones, tanto en los seres humanos como en otros animales. Ciertas inflamaciones son capaces también de inmovilizar una articulación, como la espondilitis anquilopoyética y, más comúnmente, la artritis reumatoide. Ocasionalmente, las infecciones de la articulación pueden ser anquilosantes, como la tuberculosis.
Por lo general, la pérdida de movilidad articular es progresiva y, cuando es completa, el dolor articular tiende a desaparecer.[cita requerida]

## Clasificación
La anquilosis puede llegar a presentarse en cualquier articulación con capacidad de movimiento. Puede ser de varios tipos:
- Tipo óseo, cuando la anquilosis se origina en la fusión de los componentes osteocartilaginosos de la articulación;
- Tipo fibrosis (cicatrizante), cuando es causada por retracción de las partes blandas articulares o periarticulares.

Si la rigidez  proviene de la inflamación de las estructuras musculares o de los tendones en el exterior inmediato de la articulación, se le conoce como anquilosis falsa.[cita requerida]
La anquilosis más frecuente es la de la rodilla, pero también ocurre en el hombro, en el codo, en el tobillo y en la cadera.